# Pseudespera shennongjiana
Pseudespera shennongjiana es una especie de insecto coleóptero de la familia Chrysomelidae.
Fue descrita científicamente en 1985 por Chen.